# Appias lalage
Appias lalage är en fjärilsart som först beskrevs av Doubleday 1842.  Appias lalage ingår i släktet Appias och familjen vitfjärilar. Inga underarter finns listade i Catalogue of Life.

## Bildgalleri

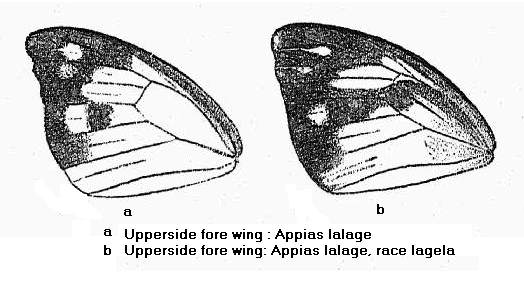
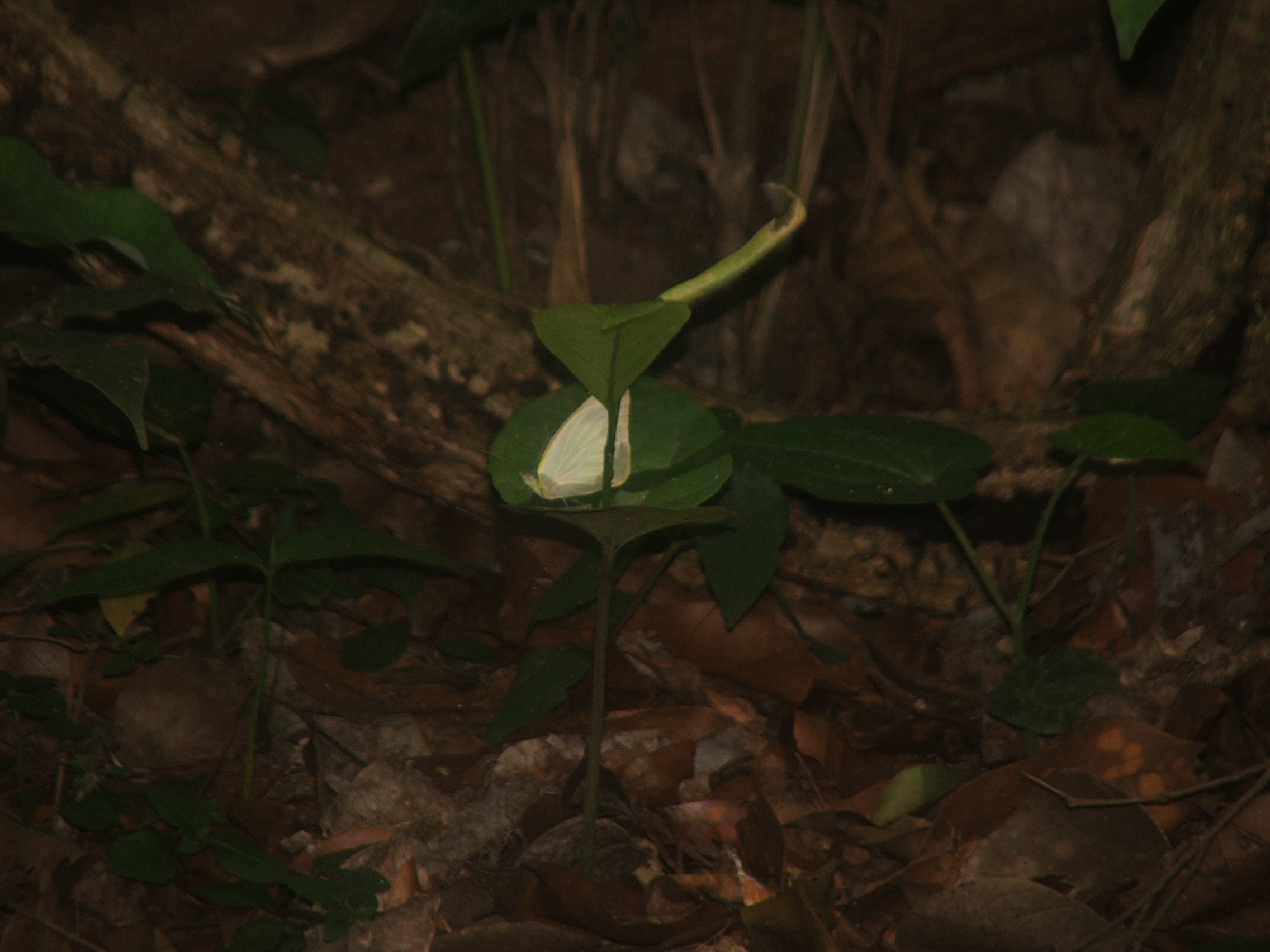
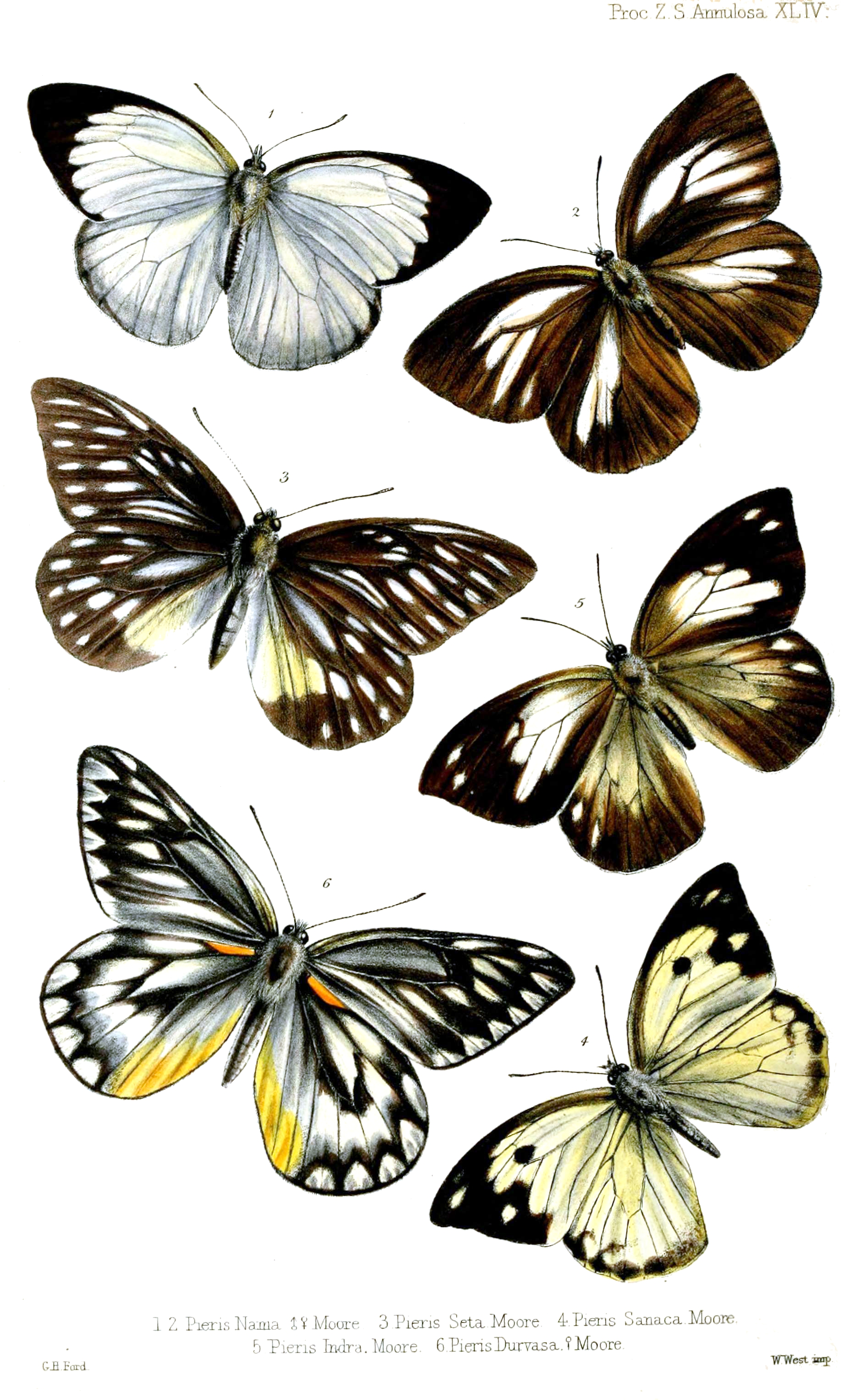
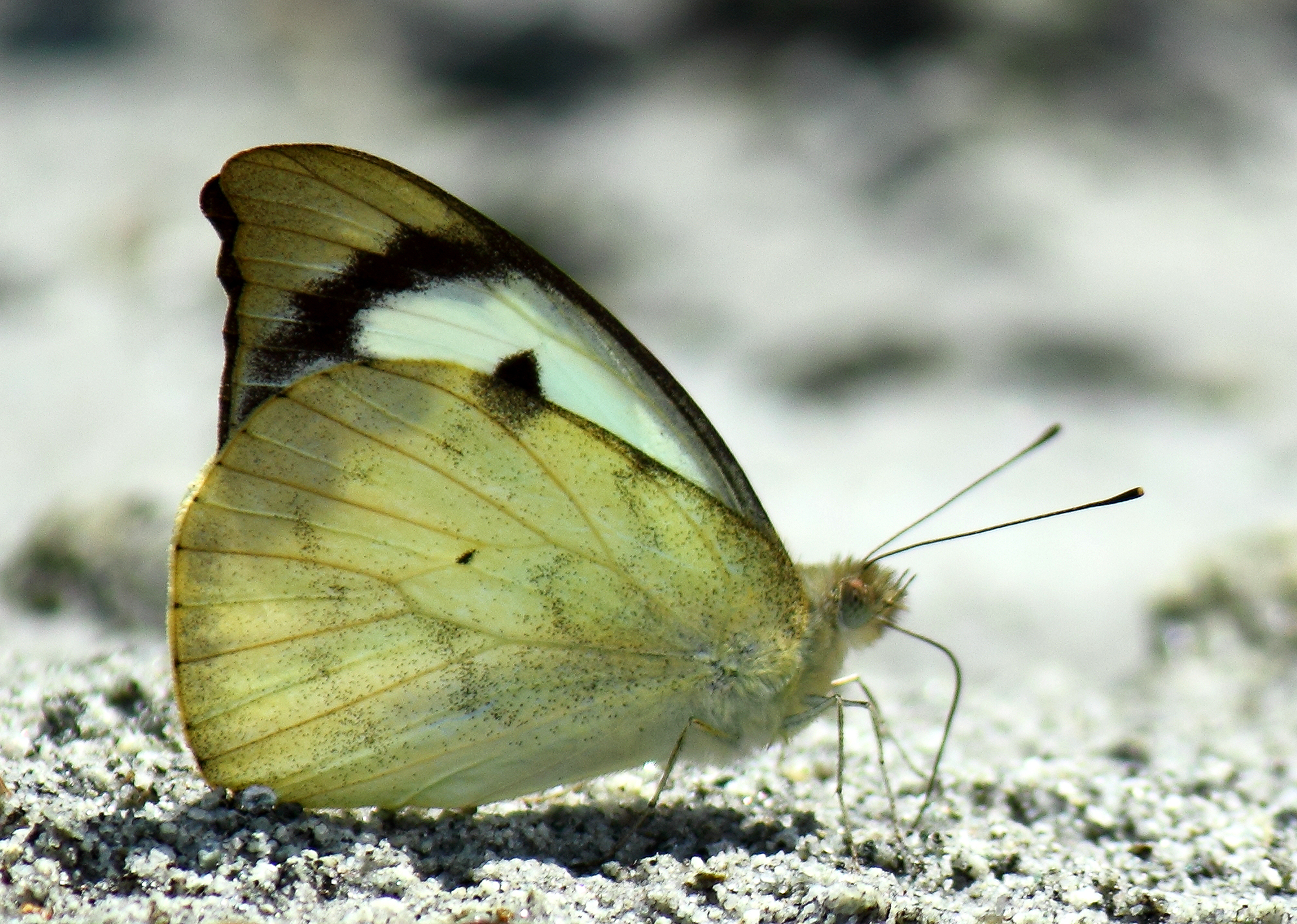